# Savenas
Savenas (occità) o Savennes (francès) és una localitat i comuna al departament de Cruesa de la regió de Nova Aquitània, La seva població al cens del 1999 era de 212 habitants. Està integrada a la Communauté de communes de Guéret-Saint-Vaury.

## Demografia
| 1968 | 1975 | 1982 | 1990 | 1999 |
| ---- | ---- | ---- | ---- | ---- |
| 151  | 103  | 176  | 225  | 212  |

## Administració
| Període | Identitat       | Partit |
| ------- | --------------- | ------ |
| 2001-   | Claude Caniglia | PS     |